# Eduardo Ugarte
Pour les articles homonymes, voir Ugarte et Pagés.
Eduardo Ugarte y Pagés  (né le 22 septembre 1900 à Fontarrabie en Espagne et décédé le 30 décembre 1955 à Mexico) était un réalisateur et scénariste de cinéma espagnol, exilé au Mexique en 1939 après la chute de la République lors de la guerre d'Espagne.
Il codirigea également le groupe de théâtre universitaire La Barraca avec Federico García Lorca de 1932 à 1936.

## Filmographie

### Comme réalisateur
- 1945 : Bésame mucho
- 1947 : Por culpa de una mujer
- 1950 : Yo quiero ser tonta
- 1951 : El Puerto de los siete vicios
- 1951 : Doña Clarines
- 1952 : Prisionera del recuerdo

### Comme scénariste
- 1931 : El Proceso de Mary Dugan de Marcel De Sano et Gregorio Martínez Sierra
- 1931 : La Mujer X de Carlos F. Borcosque
- 1931 : Su última noche de Carlos F. Borcosque et Chester M. Franklin
- 1935 : Don Quintín el amargao de Luis Marquina
- 1936 : ¿Quién me quiere a mí? de José Luis Sáenz de Heredia
- 1937 : Sentinelle, alerte ! (¡Centinela, alerta!) de Jean Grémillon et Luis Buñuel
- 1939 : One Night, One Day  (téléfilm)
- 1941 : Amor chinaco de Raphael J. Sevilla
- 1941 : La Casa del rencor de Gilberto Martínez Solares
- 1942 : Las Cinco noches de Adán de Gilberto Martínez Solares
- 1942 : Yo bailé con Don Porfirio de Gilberto Martínez Solares
- 1943 : Resurrección (en) de Gilberto Martínez Solares
- 1943 : Internado para señoritas de Gilberto Martínez Solares
- 1943 : El Globo de Cantoya de Gilberto Martínez Solares
- 1944 : Así son ellas de Gilberto Martínez Solares
- 1944 : La Monja alférez de Emilio Gómez Muriel
- 1945 : Bésame mucho de lui-même
- 1946 : El Pasajero diez mil de Miguel Morayta
- 1949 : Calabacitas tiernas de Gilberto Martínez Solares
- 1950 : Yo quiero ser tonta de lui-même
- 1951 : Doña Clarines de lui-même
- 1952 : Prisionera del recuerdo de lui-même
- 1955 : La Vie criminelle d'Archibald de la Cruz de Luis Buñuel
- 1956 : El Sultán descalzo de Gilberto Martínez Solares